# Tsuyoshi Satō
Tsuyoshi Satō (japanisch 佐藤 健 Satō Tsuyoshi; * 5. Februar 1988 in Hiratsuka) ist ein ehemaliger japanischer Fußballspieler.

## Karriere
Satō erlernte das Fußballspielen in der Schulmannschaft der Goryogadai High School und der Universitätsmannschaft der Kanto-Gakuin-Universität. Seinen ersten Vertrag unterschrieb er 2010 beim SC Sagamihara. Am Ende der Saison 2012 stieg der Verein in die Japan Football League auf. Am Ende der Saison 2013 stieg der Verein in die J3 League auf. Für den Verein absolvierte er 112 Ligaspiele. 2017 wechselte er zu Vonds Ichihara.